# Ardaf
Ardaf a fost o societate de asigurare din România, cu sediul central în Cluj-Napoca, înființată la 13 noiembrie 1992 de către Banca Dacia-Felix.(Asigurare-Reasigurare Dacia-Felix > ARDAF)și desființată în anul 2012.

## Istoric
În perioada iulie 2006 - februarie 2007, Ardaf s-a aflat în administrare specială, potrivit deciziei Comisiei de Supraveghere a Asigurărilor (CSA), care a considerat că managementul companiei a periclitat respectarea obligațiilor față de asigurați și alți creditori din asigurări.Ardaf s-a mai confruntat cu începerea unei proceduri de redresare financiară la finele lunii septembrie 2005.
Trei luni mai târziu, Consiliul CSA a hotărât închiderea procedurii de redresare financiară pe bază de plan, care a fost impusă Ardaf, după ce autoritatea de reglementare a constatat restabilirea situației financiare a societății.
În martie 2007, omul de afaceri Ovidiu Tender a vândut, pe Rasdaq, pachetul majoritar de acțiuni (56 la sută) al Ardaf Cluj. Cumpărătorul a fost fondul ceh de investiții PPF Investments, prin intermediul vehiculului Sabile Limited înregistrat în Cipru, valoarea tranzacției a fost de circa 35 de milioane de euro. După tranzacție, fondul ceh de investiții a ajuns să dețină circa 70% din acțiunile Ardaf, având în vedere că vehiculul de investiții mai achiziționase anterior un pachet de circa 15% de la avocatul Daniel Voicu.
Compania Ardaf a fost preluată în anul 2008 de către Generali PPF, proprietarul Generali.

## Controverse
În anul 2005, Ardaf a fost implicată într-un scandal legat de asigurările RCA ale Armatei Române.
Scandalul a dus la eliberarea din funcție și trecerea în rezervă a generalului Marin Măciucă, șeful Comandamentului Logistic.
După o licitație suspectă, derulată la sfârșitul anului 2004, generalul Măciucă a atribuit asigurările RCA firmei Ardaf, patronată pe atunci de controversatul om de afaceri Ovidiu Tender.